# ピッポピッポボンボン
『ピッポピッポボンボン』は、NHKで1964年4月6日から1982年3月20日まで放送されていたラジオ番組で、幼児向け音楽番組である。

## 放送時間
- 1964年4月6日 - 1969年4月05日（NHKラジオ第1放送）
  - 1964年度：月 - 土曜 10:05 - 10:15
  - 1965年度 - 1967年度：月 - 土曜 09:31 - 09:45
  - 1968年度：月 - 土曜 09:15 - 09:30
- 1969年4月8日 - 1982年3月20日（NHKラジオ第2放送）
  - 火曜 09:30 - 09:45（東京制作）
  - 木曜 09:30 - 09:45（大阪制作）
  - 土曜 09:30 - 09:45（名古屋制作）

## 出演者

### 1964年度 - 1968年度
- 友竹正則
- 宍倉正信[1]
- 大石秀子
- 石川絢子
- 高野昌子
- 中野昌子

### 1969年度 - 1981年度
火曜枠 東京制作
- 司会
  - 宍倉正信（1969年度 - 1978年度）
  - 田中星児（1979年度 - 1981年度）
- その他
  - 山田紀久子
  - 大野てる穂
  - 一之瀬玲子
  - 渡辺明

木曜枠 大阪制作
- 端田宏三
- 倉知和代
- 金田裕子
- 坂口茉里
- 槇野裕子

土曜枠 名古屋制作
- 加藤典子
- 中野雅之

## スタッフ
構成
- 東京制作：おうちやすゆき、こわせたまみ
- 大阪制作：中村実沙子、脇田悦三
- 名古屋制作：旗ひさし、上田利子、奥田智子